# Xunyang (Jiujiang)

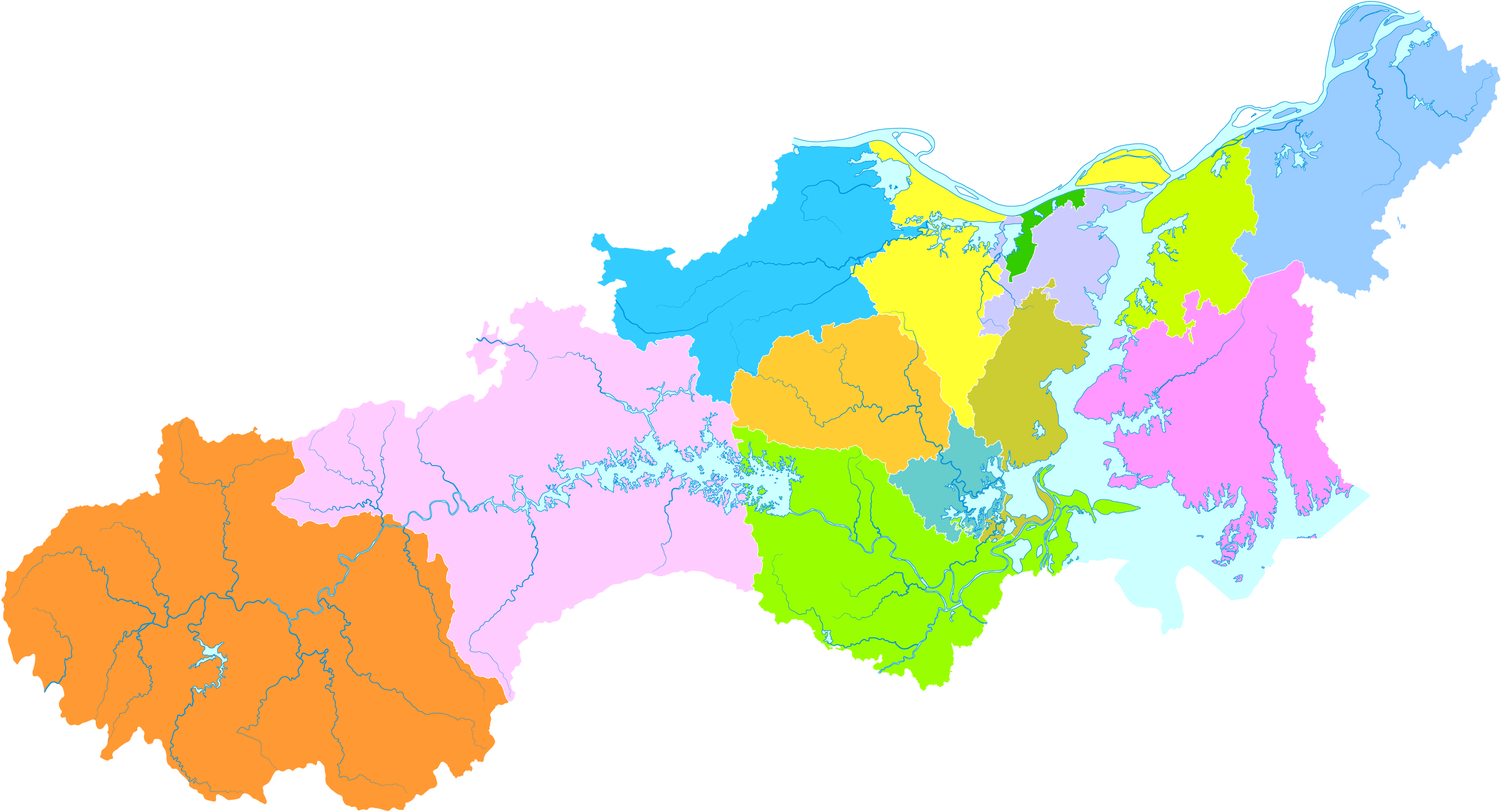
Lage von Xunyang auf dem Gebiet der Stadt Jiujiang

Der Stadtbezirk Xunyang (chinesisch 浔阳区, Pinyin Xúnyáng Qū) ist ein Stadtbezirk der bezirksfreien Stadt Jiujiang in der südchinesischen Provinz Jiangxi. Er hat eine Fläche von 50 km² und zählt 402.758 Einwohner (Stand: Zensus 2010). Er ist Zentrum und Sitz der Stadtregierung von Jiujiang.

## Administrative Gliederung
Auf Gemeindeebene setzt sich der Stadtbezirk aus sieben Straßenvierteln zusammen. 